# S Normae
S Normae (S Nor) es una estrella variable en la constelación de Norma.
Se encuentra a 820 pársecs (2670 años luz) del sistema solar y forma parte del cúmulo NGC 6087.
S Normae es una variable cefeida cuyo brillo oscila entre magnitud aparente +6,12 y +6,70 a lo largo de un período de 9,7541 días.
De tipo espectral medio F9Ib, su temperatura efectiva es de 5859 K.
Brilla con una luminosidad 2880 veces superior a la del Sol.
Tiene un radio entre 60 y 66 veces más grande que el radio solar —equivalente a 0,30 UA— y una masa estimada 5,6 veces mayor que la del Sol.
Su edad se estima en 43,3 millones de años.
Es, al igual que las también cefeidas W Sagittarii o FF Aquilae, una binaria espectroscópica.
Su período orbital es de 3584 ± 33 días.
S Normae presenta un contenido metálico es similar al solar, siendo si índice de metalicidad [Fe/H] = +0,06.
En cuanto a otros elementos evaluados, muestra cierta sobreabundancia de sodio y lantano; en el otro extremo, su abundancia relativa de praseodimio es menos de la mitad de la encontrada en el Sol ([Pr/H] = -0,32).